# 8721-es mellékút (Magyarország)
A 8721-es számú mellékút egy majdnem pontosan 12 kilométer hosszú, négy számjegyű országos közút Vas vármegye területén; Szombathely és Lukácsháza között biztosít alternatív, a 87-es főúttal többé-kevésbé párhuzamos közúti összeköttetést.

## Nyomvonala
A 8901-es útból ágazik ki, annak az 5+750-es kilométerszelvénye közelében lévő körforgalomból, Szombathely Olad városrészének északi peremén, északkelet felé. Alig 100 méter után keresztezi az egykori Szombathely–Pinkafő-vasútvonal nyomvonalát, de ennek látható jele már szinte nincs is, csak a vasúti töltés maradványait veheti észre néhány figyelmes arra járó. Ezután az út keletnek fordul, és így húzódik tovább, Muskátli utca néven.
1,8 kilométer után, Herény városrész központjában egy újabb körforgalomhoz ér, ahonnét észak-északnyugati irányba fordul, innentől végig ez lesz a fő iránya, így halad a Gyöngyös-patak előbb jobb, később bal parti oldalán, a vízfolyással és a bal parti részen húzódó 87-es főúttal nagyjából párhuzamosan. A városrész területén a Szent Imre herceg útja nevet viseli, 3,5 kilométer után átvált a patak bal partjára, majd egy újabb körforgalmú csomóponttal keresztezi a 89-es főutat.
Az említett körforgalomból kilépve szinte azonnal átlépi Szombathely határszélét is és Gencsapáti határai közt folytatódik, szinte azonnal belterületen, Hunyadi János út néven. Az 5+950-es kilométerszelvényénél, Nagygencs településrész központjában kiágazik belőle kelet felé, a Szombathely–Kőszeg-vasútvonal Gencsapáti alsó megállóhelyének kiszolgálására a 87 314-es számú mellékút, szűk fél kilométerrel arrébb pedig a Perenye központjába vezető 87 127-es számú mellékút. A hetedik kilométere táján már Gyöngyösapáti községrészben húzódik, majd 7,6 kilométer után két rövid bekötőút is kiágazik belőle, kelet és nyugat felé, előbbi Gencsapáti felső megállóhely, utóbbi a község Széchenyi-kastélya kiszolgálására.
8,2 kilométer után az út már Gyöngyösfalu határai közt folytatódik, előbb Seregélyháza községrészben, Petőfi Sándor utca néven, majd egy iránytöréssel visszatérve a Gyöngyös jobb partjára, és ott Pöse településrészben végighaladva, Kossuth Lajos nevét viselve. Az előbbi iránytörésnél, 9,4 kilométer után beletorkollik északkelet felől a 87 128-as számú mellékút, ez köti össze az említett községrészeket Gyöngyösfalu központjával és a 87-es főút itteni szakaszával, valamint a vasút Gyöngyösfalu megállóhelyével is.
Pár lépéssel a 11. kilométere előtt elhagyja Gyöngyösfalu legészakibb házait, 11,2 kilométer után pedig átlép Lukácsháza területére; ott szinte egyből ismét belterületek közt halad, északkeletnek fordulva, Bihari utca néven. 11,7 kilométer után még egyszer keresztezi a Gyö9ngyös folyását, és nem sokkal azután véget is ér, Nagycsömöte településrész központjában, beletorkollva a 87-es főútba, annak kicsivel a 39+150-es kilométerszelvénye után.
Teljes hossza, az országos közutak térképes nyilvántartását szolgáló kira.gov.hu adatbázisa szerint 12,018 kilométer.

## Története
Vonalvezetése alapján elég valószínűnek tűnik, hogy évtizedekkel korábban még a mai 87-es főút része volt. Ez a szerepe azonban már régen meg kellett, hogy szűnjék, mert a Cartographia 1970-bana kiadott autóstérképe már mellékútként, a 87-es főutat pedig a jelenlegi nyomvonalát követőként ábrázolja.

## Települések az út mentén
- Szombathely
- Gencsapáti
- Gyöngyösfalu
- Lukácsháza